# Solpugeira quarrei
Espèce
Solpugeira quarrei est une espèce de solifuges de la famille des Solpugidae.

## Distribution
Cette espèce est endémique de République démocratique du Congo. Elle se rencontre vers Lubumbashi dans la province du Haut-Katanga.

## Publication originale
- Roewer, 1950 : Opiliones und Solifuga aus Belgisch Congo. Revue de Zoologie et de Botanique Africaines, vol. 44, p. 30–55.